# Nebeska udica (1999.)
Nebeska udica, srpski film iz 1999. godine u produkciji kuće Cinema Design. Redatelj je Ljubiša Samardžić, a glavne uloge glume Nebojša Glogovac, Ana Sofrenović, Nikola Kojo, Katarina Žutić i dr.

## Osnovne informacije
Redateljski je prvijenac Ljubiše Samardžića. Svjetsku je premijeru imala na Berlinaleu 1999., gdje je prikazan u službenoj konkurenciji. Inozemne ocjene filma bile su različite. Bio je vrlo zapažen, čak se našao među konkurentima za glavnu festivalsku nagradu Zlatnog medvjeda, a uglavnom je dobio i vrlo pozitivne kritike. Tek tu i tamo koji bi kritičar ili profesionalni političar kvario dojam optužbama za srpsku propagandu. One su eskalirale u Hrvatskoj, gdje su se kritičari natjecali u upinjanju dokazivanja Samardžićeve perfidnosti, tako da ste čitajući njihove tekstove bili sigurni kako je Nebeska udica neka srpska varijanta Bogorodice ili Četveroreda. Takve su kritike međutim bile čista tlapnja, jer na sreću ideološki neopterećena gledatelja Samardžićev debi vrlo je zrelo ostvarenje, koje svakako zaslužuje poštovanje.
SR Jugoslavija ga je kandidirala za Oscara ali nominacija nije prihvaćena.

## Radnja
Film se usredotočio na skupinu mlađih ljudi — stanare beogradske zgrade u doba NATO-ovih napada. Samardžić, uz asistenciju vrsne glumačke postave (na čelu s odličnim Nebojšom Glogovcem, a posebno valja izdvojiti i sjajnog Ivana Jevtovića u ulozi izbjeglog Sarajlije), suvereno, po altmanovskom receptu, profilira niz zanimljivih likova, demonstrirajući za jednog 64-godišnjeg debitanta vrlo svjež redateljski iskaz. Prizori povišene erotičnosti u kojima dolazi do zbližavanja Jevtovića i atraktivne slatkice Katarine Žutić stvarno su impresivni, hladno-topli bračno-obiteljski odnos Glogovca, Ane Sofrenović, njihova filmskog sinčića Ognjena Mirkovića i majke/svekrve/bake Milene Dravić imaju potrebnu slojevitost, a odlično tempiran klimaks dolazi u snovitoj slow motion sekvenci s jugoslavenskim košarkaškim zvijezdama, koje se vjerojatno ne bi posramio ni Spike Lee.

## Kritike
Inozemne ocjene filma bile su različite: njemački ministar kulture proglasio ga je nedvosmislenom prosrpskom propagandom, neki su kritičari (recimo, Staffen Jacobs u »Frankfurter Allgemeine Zeitungu«) u njemu prepoznali rafiniranu propagandu, dok su drugi (primjerice, Anna Bergman u »Moving Picturesu«) konstatirali kako je riječ o filmu koji se može odnositi na svako civilno stanovništvo pogođeno ratom. Domaći kritičari reagirali su žestoko i konsenzualno: da je riječ o gnusnoj propagandi i licemjernoj patetici slažu se recenzenti i »Večernjaka« i »Globusa« i »Ferala«. Ponajprije, većina Samardžiću zamjera što je snimio film o stradanju Beograđana, a da ni jednom riječju nije spomenuo događaje na Kosovu, odnosno da se nije zapitao koji su razlozi naveli NATO-alijansu da ispusti bombe na Beograd. Međutim, kao što je Samardžiću neupitna istina da se na Srbe sručila neka drakonska kazna, za domaće je kritičare također neupitno da su Srbi tu kaznu i zaslužili i da je to pravi i jedini smisao prošlogodišnje NATO-ove akcije. Kritičari su u žaru borbe za »istinu« estetički plan pobrkali s dnevnopolitičkim. Ovaj potonji zahtijevao bi da se prije početka dramaturške obrade filma procijeni stupanj krivnje antagonista. Moguće je, međutim, zamisliti umjetnički uspio ili neuspio film o patnjama stanovnika spaljenoga Dresdena i onih u atomskom bombom sravnjenoj Hirošimi, a da se redatelj prije toga nužno ne mora očitovati o njemačkim konc-logorima i japanskoj pacifičkoj ekspanziji (jer, etika ne priznaje kauzalitet: jedni se zločini ne mogu opravdavati drugima). Zaoštrimo stav: znači li to da sljedeći hrvatski film o Domovinskom ratu nužno mora spomenuti gospićke zločine ili hrvatsku upletenost u rat u Bosni? a) da b) ne c) ne znam. Nebeska udica NATO-savez tretira kao impersonalnu vojno-tehnološku silu (nešto poput ubilačkih strojeva u budućnosnom svijetu »Terminatora«, što i nije daleko od stvarnosti Zaljevskog rata ili dalekometnim raketama gađana Beograda). Toj se nevidljivoj visokorazornoj sili nekolicina kvartovskih momaka suprotstavlja neimarstvom. Samardžićeva reakcija na bombardiranje ponajprije je naivno-humanistička apoteoza ljudskom stvaralaštvu i duhu: pokušaj grupice momaka (rastavljeni supružnik, izbjeglica, uživalac lakih droga itd.) da obnove košarkaško igralište omogućit će im ujedno da »pokrpaju« svoje egzistencije. Homogenizacija građana, koju su kritičari također prepoznali kao propagandni sastojak Nebeske udice, obična je pak socijalno-psihološka činjenica koja se javlja uvijek u ekstremnim situacijama, a ne proizvod nekog srpsko-gebelsovskog kabineta.
U Samardžićevu se filmu, osim toga, uza sav hermeneutički trud ne može naći niti trunka mržnje prema agresoru. Tamo gdje bi mnogi hrvatski reditelj odavno već sasuo salve uvreda na račun mrskoga neprijatelja-troglodita (za razliku od našeg Sedlara, Samardžića nitko ne može teretiti za krimen širenja etničke, vjerske itd. mržnje), popularni Smoki nanjušio je najpropulzivniju stvar današnjice — predstaviti Beograđane kao žrtve. Ali avaj, u udobnu naslonjaču žrtve već se ljuljuškaju Hrvati i odguruju sve pretendente na to povlašteno mjesto.